# Robert R. Barry

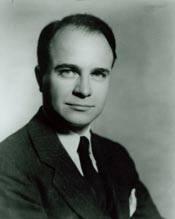
Robert R Barry

Robert Raymond Barry (* 15. Mai 1915 in Omaha, Nebraska; † 14. Juni 1988 in Redwood City, Kalifornien) war ein US-amerikanischer Jurist und Politiker. Zwischen 1959 und 1965 vertrat er den Bundesstaat New York im US-Repräsentantenhaus.

## Leben
Robert Raymond Barry wurde während des Ersten Weltkrieges im Douglas County geboren. Er besuchte die öffentlichen Schulen in Evanston (Illinois). Zwischen 1933 und 1936 ging er auf das Hamilton College in Clinton und 1937 auf die Tuck School of Business Administration am Dartmouth College. Er studierte 1938 Jura und Finanzwesen an der New York University Graduate School. Daneben ging er 1937 und 1938 Investment Banking bei der Kidder, Peabody & Co. nach und 1938 und 1939 Commercial Banking bei der Manufactures Trust Co. Zwischen 1940 und 1943 war er leitender Angestellter bei der Bendix Aviation Corp. und zwischen 1945 und 1950 bei der Yale & Towne Manufacturing Company. Ferner ging er landwirtschaftlichen Tätigkeiten nach, dem Bergbau und der Immobilienentwicklung. Während des Zweiten Weltkrieges arbeitete er im Büro des Under Secretary of the Navy. Barry war in den politischen Stäben von Wendell Willkie und Gouverneur Thomas E. Dewey sowie den Präsidenten Dwight D. Eisenhower und Richard Nixon. Er hatte den Vorsitz im United Nations Committee to Build World House in den Vereinten Nationen. Dann betrieb er Bergbauarbeiten in Portola und Grundstückserschließung in Salton Sea. Als US-Delegierter nahm er an mehreren Parlamentarischen Versammlungen der NATO teil und war US-Delegierter der UNESCO. Politisch gehörte er der Republikanischen Partei an.
Bei den Kongresswahlen des Jahres 1958 für den 86. Kongress wurde Barry im 27. Wahlbezirk von New York in das US-Repräsentantenhaus in Washington, D.C. gewählt, wo er am 4. Januar 1959 die Nachfolge von Ralph W. Gwinn antrat. Er wurde einmal wiedergewählt. 1962 kandidierte er im 25. Wahlbezirk von New York für den 88. Kongress. Nach einer erfolgreichen Wahl trat er am 4. Januar 1963 die Nachfolge von Paul A. Fino an. Er erlitt bei seiner Wiederwahlkandidatur 1964 eine Niederlage und schied nach dem 3. Januar 1965 aus dem Kongress aus. 1972 kandidierte er erfolglos für die Nominierung für den 93. Kongress.
Nach seiner Kongresszeit lebte er in Woodside, verstarb aber am 14. Juni 1988 in Redwood City.